# Autobus rowerowy

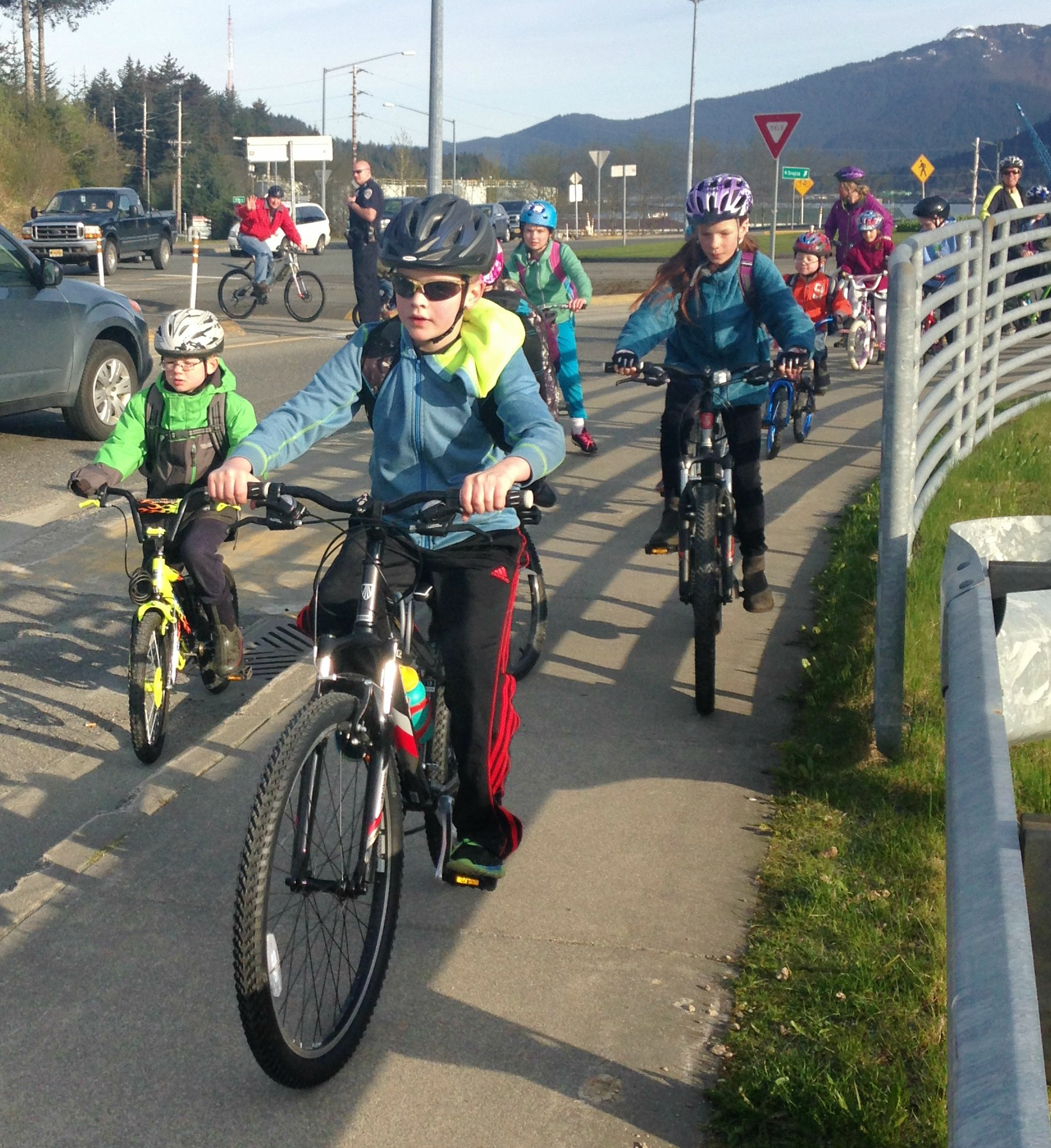
Gastineau Podstawowy rower do szkoły

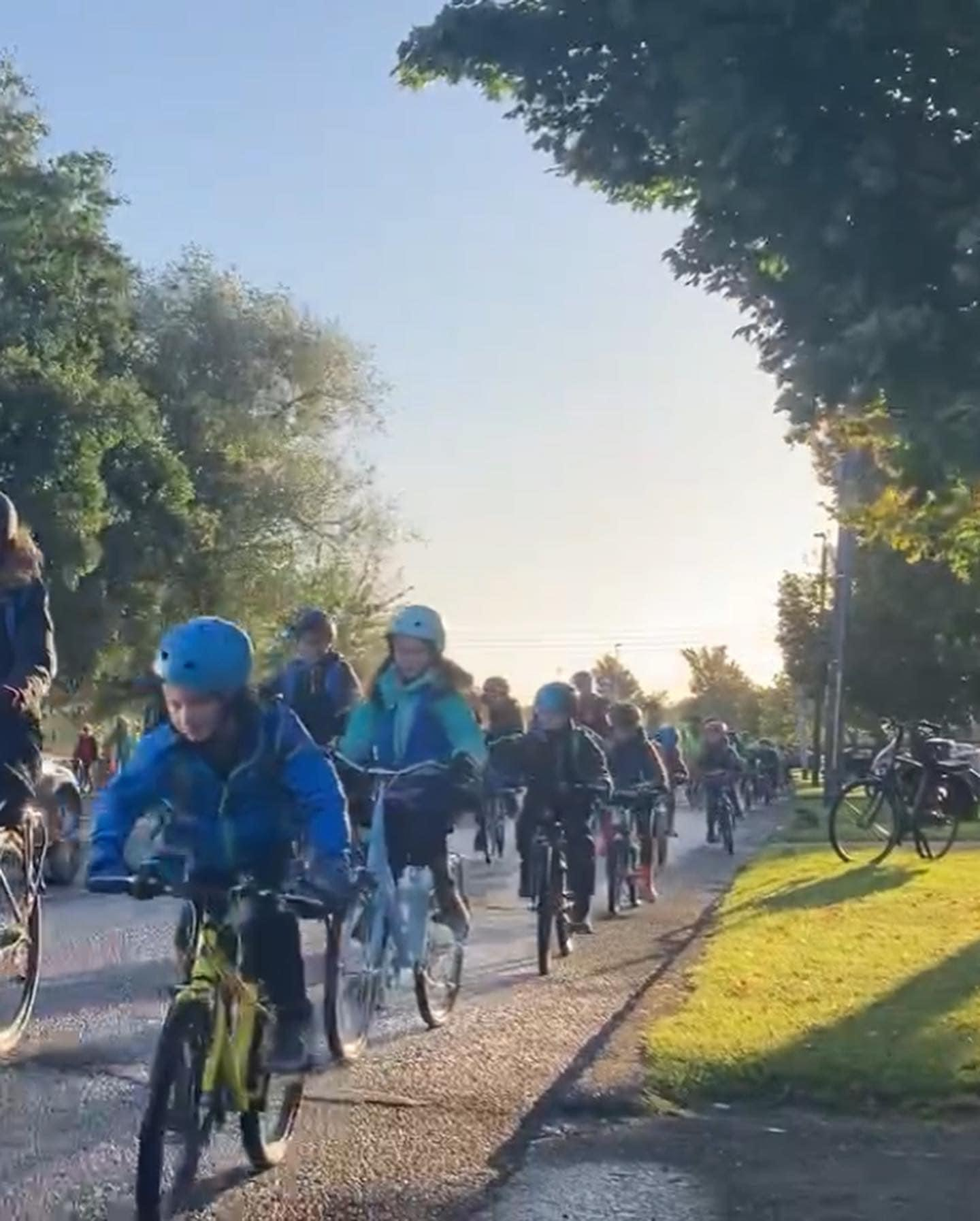

Autobus rowerowy zwany także w języku angielskim  pociągiem rowerowym (ang. bike train, cycle train) — grupa osób, rowerzystów, które wspólnie jeżdżą na rowerze na ustalonej trasie według ustalonego rozkładu jazdy w celach innych niż sportowe — najczęściej komunikacyjnych (dojazdowych). Rowerzyści mogą dołączać do autobusu rowerowego (wsiadać) lub odłączać się od niego (wysiadać) w dowolnych punktach na trasie. Większość autobusów rowerowych to forma kolektywnych dojazdów rowerem do szkoły (zwykle rodzice wspólnie jeżdżą na rowerze z dziećmi).
Autobus rowerowy jest często postrzegany jako rowerowa wersja pieszego autobusu, chociaż te są zwykle postrzegane jako przeznaczone wyłącznie dla dzieci docierających do szkoły.
Autobusy rowerowe mogą mieć różne cele społeczne, środowiskowe lub polityczne. Jeden z inicjatorów Aire Valley Bike Bus powiedział: „Autobus Aire Valley Bike Bus został utworzony… aby zachęcić ludzi do jazdy na rowerze i sprawić, by podróż do pracy była ciekawszym i bardziej towarzyskim doświadczeniem”. 
Deklarowanym celem Central Florida Bike Bus jest „gromadzenie rowerzystów, którzy chcą dojeżdżać rowerem tymi samymi drogami, co każdy inny pojazd”. 
Celem D12BikeBus w Dublinie 12 w Irlandii jest uczynienie jazdy rowerem do szkoły bezpieczniejszą i łatwiejszą, a jednocześnie lobbowanie na rzecz bezpiecznej infrastruktury rowerowej.

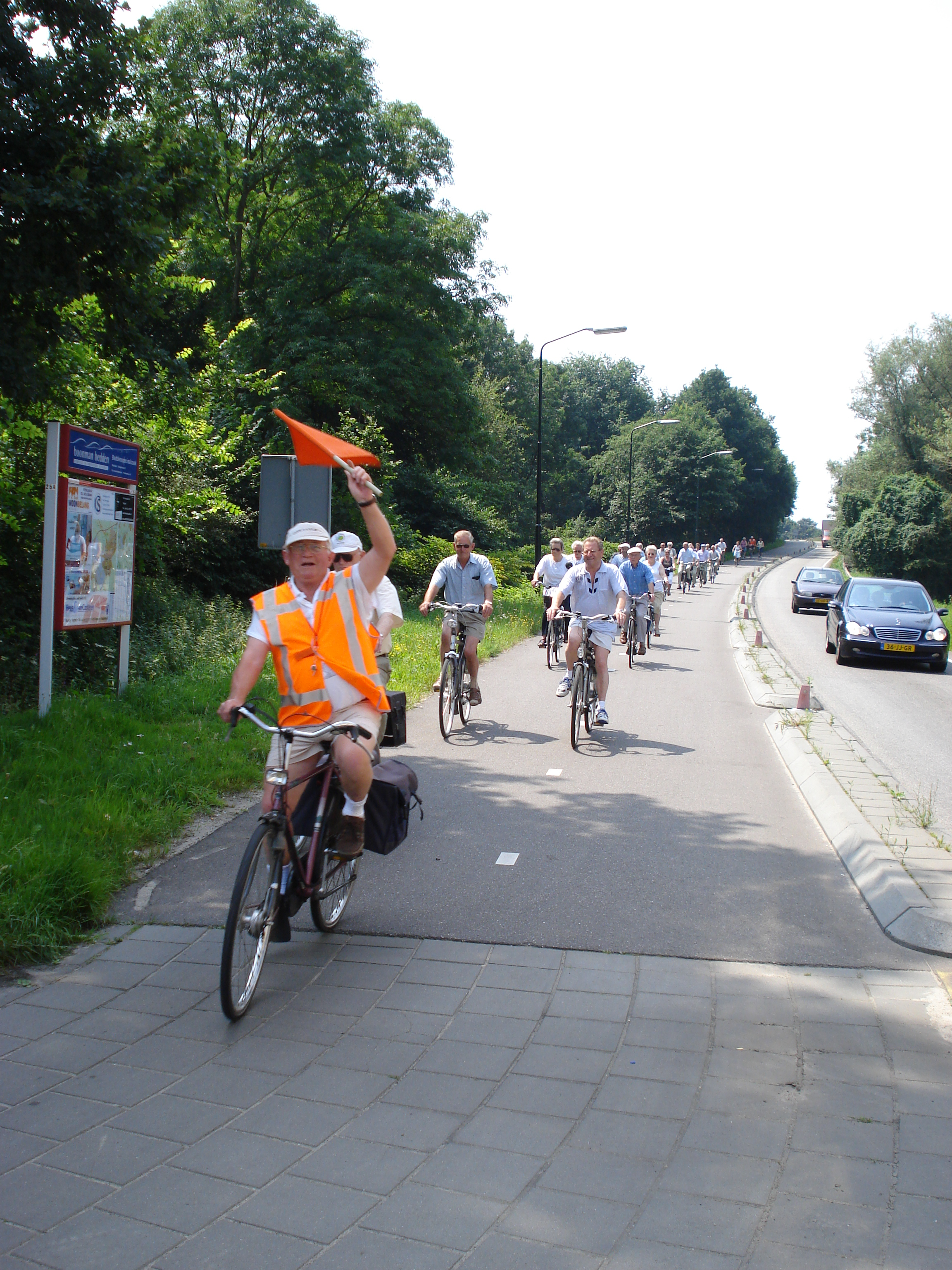
Rowerowy autobus osób dorosłych, Eerde, Holandia